# Разсолода
Разсолода (рос. Рассолода) — село у Мегіно-Кангалаському улусі Республіки Сахи Російської Федерації.
Населення становить 438 осіб. Належить до муніципального утворення Разсолодинський наслег.

## Географія

### Клімат
| Клімат Разсолоди          | Клімат Разсолоди | Клімат Разсолоди | Клімат Разсолоди | Клімат Разсолоди | Клімат Разсолоди | Клімат Разсолоди | Клімат Разсолоди | Клімат Разсолоди | Клімат Разсолоди | Клімат Разсолоди | Клімат Разсолоди | Клімат Разсолоди | Клімат Разсолоди |
| Показник                  | Січ.             | Лют.             | Бер.             | Квіт.            | Трав.            | Черв.            | Лип.             | Серп.            | Вер.             | Жовт.            | Лист.            | Груд.            | Рік              |
| Середній максимум, °C     | −36,6            | −29,1            | −13,3            | 1,0              | 12,9             | 22,3             | 25,5             | 21,6             | 11,8             | −3,4             | −23,8            | −34,5            | −3               |
| Середня температура, °C   | −40,4            | −34,8            | −21,4            | −6,2             | 6,5              | 15,3             | 18,6             | 15,0             | 6,2              | −8,1             | −28,4            | −38,4            | −9               |
| Середній мінімум, °C      | −44,1            | −40,4            | −29,4            | −13,4            | 0,2              | 8,4              | 11,8             | 8,5              | 0,6              | −12,7            | −33              | −42,2            | −15              |
| Норма опадів, мм          | 10               | 8                | 6                | 10               | 20               | 39               | 41               | 38               | 32               | 21               | 16               | 13               | 254              |
| ------------------------- | ---------------- | ---------------- | ---------------- | ---------------- | ---------------- | ---------------- | ---------------- | ---------------- | ---------------- | ---------------- | ---------------- | ---------------- | ---------------- |
| Джерело: climate-data.org |                  |                  |                  |                  |                  |                  |                  |                  |                  |                  |                  |                  |                  |

## Історія
Згідно із законом від 30 листопада 2004 року органом місцевого самоврядування є Разсолодинський наслег.

## Населення
| 2002 | 2010 | 2012 | 2013 | 2014 | 2015 | 2016 |
| ---- | ---- | ---- | ---- | ---- | ---- | ---- |
| 566  | ↘472 | →472 | ↘468 | ↘450 | ↘446 | ↘439 |
| 2017 | 2018 |      |      |      |      |      |
| ↗450 | ↘438 |      |      |      |      |      |